# Demirsoyus salmani
Demirsoyus salmani är en insektsart som beskrevs av Sirin och Battal Çiplak 2004. Demirsoyus salmani ingår i släktet Demirsoyus och familjen gräshoppor. Inga underarter finns listade i Catalogue of Life.